# Hintertux

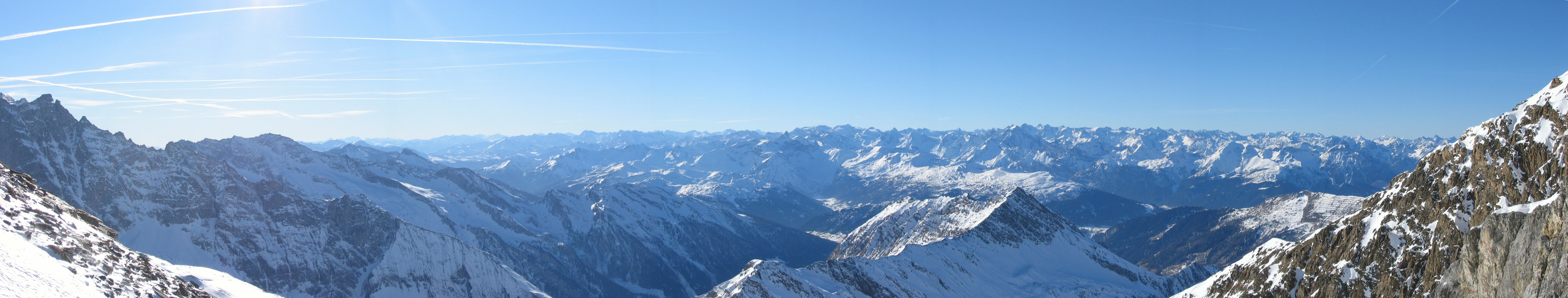
Panorama gór z lodowca Hintertux

Hintertux – wioska na końcu doliny Tuxertal, części doliny Zillertal w Tyrolu, w Austrii, na wysokości 1500 m n.p.m. Należy do powiatu Tux, który obejmuje całą dolinę. Wioska leży u podnóża lodowca Hintertux (ulubionego miejsca wypoczynku letniego w Austrii) i jest otoczona wysokimi górami i lodowcami. W wiosce znajdują się głównie hotele i ośrodki wypoczynkowe. Kościół Wniebowzięcia Najświętszej Marii Panny wybudowano w 1952 roku.
W Hintertux znajdują się najwyżej położone w Europie liczne źródła lecznicze. Na południe od Hintertux, na lodowcu, obok schroniska Spannagelhaus, znajduje się Spannagelhöhle - jaskinia Spannagel. Ma ona około 10 km długości i jest największą naturalną jaskinią w Alpach Centralnych. Można ją zwiedzać z przewodnikiem.
Lodowiec Hintertux jest znanym ośrodkiem i rejonem narciarskim. Narciarstwo można uprawiać tutaj na tak zwanej Gefrorene Wand czyli "zmarzniętej ścianie" oraz częściowo na lodowcach Riepenkees.
W sumie znajduje się tutaj 86 km tras, w tym 23 km tras łatwych, 47 km średnio-trudnych i 16 km trudnych.
Najwyżej położone wyciągi dochodzą na wysokość 3250 m. Jest to jedyny ośrodek narciarski w Austrii, gdzie można jeździć na nartach przez cały rok.
Latem lodowiec oferuje wiele możliwości wycieczek górskich.